# Jaun
Jaun (en francés Bellegarde) es una comuna suiza del cantón de Friburgo, situada en el distrito de Gruyère. Limita al norte con la comuna de Plaffeien, al este con Boltigen (BE) y Saanen (BE) y al sur y oeste con Val-de-Charmey.
Es la única comuna germanófona del distrito de Gruyère. Está formada por las localidades de Bellegarde, Im Fang, Kapellboden, Weibelsried y Zur Eich.

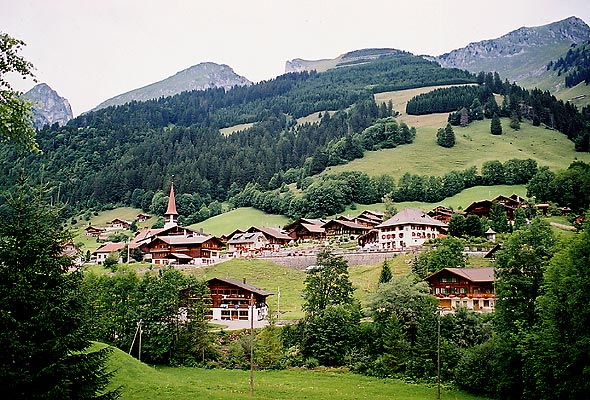
Vista de Jaun.